# Emir Hajiyev
Emir Hajiyev (en azerí: Əmir Hacıyev; Şuşa, 5 de mayo de 1899 – Bakú, 21 de agosto de 1972) fue un artista gráfico de Azerbaiyán,  condecorado como Artista de Honor de la RSS de Azerbaiyán.

## Biografía
Emir Hajiyev nació el 5 de mayo de 1899 en Şuşa. Comenzó su actividad creativa en 1918 en Şuşa. En 1923 ingresó en la escuela estatal de arte de Azerbaiyán. Desde la segunda mitad de 1920 trabajó en la redaccioones de revistas. También enseñó en la escuela de arte de Bakú.
En 1943 recibió el título “Artista de Honor de la RSS de Azerbaiyán”. Desde 1945 fue miembro del Partido Comunista de la Unión Soviética.Emir Hajiyev murió el 21 de agosto de 1972 y fue enterrado en Bakú.

## Premios y títulos
- Artista de Honor de la RSS de Azerbaiyán (1943)